# Прищепов, Дмитрий Филимонович
Дми́трий Филимо́нович Прище́пов (21 ноября 1896 — 31 января 1940) — народный комиссар земледелия БССР (1924—1929 гг.), одновременно с 1929 г — заместитель Председателя Госплана БССР.
Родился 21 ноября 1896 г. в д. Колодница. В 1916 г. призван в армию, в звании подпоручика командовал ротой на Западном фронте.
Сторонник новой экономической политики в деревне, свободы выбора крестьянами форм землепользования. Проводил в 1920-х годах в Белоруссии аграрную политику под лозунгом «Беларусь -- красная Дания» и состоявшую в свободе выбора крестьянами форм землепользования, размещении крестьянских хозяйств на хуторах.
До марта 1924 года — председатель Исполнительного комитета Витебского губернского Совета рабочих и красноармейских депутатов.
С апреля 1924 — заместитель народного комиссара земледелия Белорусской ССР.
До сентября 1929 — народный комиссар земледелия Белорусской ССР.
Арестован ОГПУ БССР в 1930 г. по т.н. Делу «Союза освобождения Беларуси». Осужден на 10 лет исправительно-трудовых лагерей. Отбывал наказание на строительстве Беломорканала, затем на Дальнем Востоке. Освобождён в июне 1937 г.
Через полтора месяца повторно арестован в Магадане. В 1939 г. этапирован в Минск и приговорён к расстрелу.
Умер в тюремной больнице Минска.
По первому приговору реабилитирован 14 июня 1988 г. Верховным судом БССР. По второму приговору реабилитирован 11 марта 1956 г. Военной коллегией Верховного суда СССР.